# Félix Nève
Félix Nève, né le 13 juin 1816 à Ath  et mort le 26 mai 1893 à Louvain, est un écrivain belge, professeur à l’Université catholique de Louvain et membre de l’Académie royale de Belgique.

## Biographie
Félix Nève est l'un des premiers étudiants de l'Université catholique créée à Malines en 1934 puis transférée à Louvain. Il y obtient un doctorat  de philosophie et lettres en 1838.  Il suit des cours de langues orientales, apprend l'hébreu, le syriaque, le sanskrit...  Il complète sa formation à Bonn, Munich et Paris. Il est nommé professeur à Louvain en 1841. Il enseigne la littérature grecque, le sanskrit, l'arménien.

## Œuvres
- Études sur les hymnes du Rig-Veda, avec un choix d’hymnes traduits pour la première fois en français, 1842
- Les historiens chrétiens de l ́Occident au cinquième siècle: La chronique d ́Idatius, Édouard Bautruche, 1848, 38 p.
- Essai sur le mythe des Ribhanas, avec le texte Sanskrit et la traduction française des hymnes adressés à ces divinités, 1847
- Le Bouddhisme, son fondateur et ses écritures, 1854
- Mémoire historique, et littéraire sur le Collège des Trois-Langues, Louvain, 1856
- Les chefs belges de la première croisade, d'après les historiens arméniens, A. Decq, 1859
- Exposé des guerres de Tamerlan et de Schah-Rokh dans l'Asie occidentale, Bruxelles, 1860
- Guy Le Fèvre de La Boderie, orientaliste et poète, l'un des collaborateurs de la Polyglotte d'Anvers, Bruxelles, A. Decq, 1862
- Atmabodha, ou de la connaissance de l'esprit, version commentée du poème védantique, Śaṅkarācārya, Éd. Impr. impériale, 1866
- Le Dénouement de l’histoire de Rama. Uttara-Rama-Charita, drame de Bhavabhouti, traduit du Sanskrit, 1880
- Époques littéraires de l’Inde, 1883